# Phare Akra Gria
Le phare Akra Gria est un phare situé au Cap Gria au Nord d'Andros en Grèce. Il est achevé en 1914.

## Caractéristiques
Le phare est une tour cylindrique en pierres, dont le dôme de la lanterne est de couleur verte. Il est accolé à la maison du gardien et s'élève à 86 mètres au-dessus de la mer Égée.

## Codes internationaux
- ARLHS[1] : GRE-072
- NGA : 15676
- Admiralty[2] : E 4338

## Source
(en) [PDF] List of lights radio aids and fog signals - 2011 - The west coasts of Europe and Africa, the mediterranean sea, black sea an Azovskoye more (sea of Azov) (la liste des phares de l'Europe, selon la National Geospatial - Intelligence Agency)- Version 2011 - National Geospatial - Intelligence Agency - p. 272